# Dodes'kaden
Pour plus de détails, voir Fiche technique et Distribution.
Dodes'kaden (どですかでん, Dodesukaden) est un film japonais réalisé par Akira Kurosawa sorti en 1970. Adaptation du roman Une Ville sans saisons de 1962 de Shūgorō Yamamoto, il parle d'un groupe de sans-abri vivant dans la pauvreté à la périphérie de Tokyo.
Dodes'kaden est le premier film de Kurosawa en cinq ans, son premier sans l'acteur Toshirō Mifune depuis Vivre en 1952, et son premier sans le compositeur Masaru Satō depuis Les Sept Samouraïs en 1954. Le tournage commence le 23 avril 1970 et dure 28 jours. C'est le tout premier film en couleurs de Kurosawa et il dispose d'un faible budget de seulement 100 millions de yens. Afin de financer le film, Kurosawa hypothèque sa maison, mais c'est un échec cuisant au box-office, rapportant moins que son budget, le laissant fortement endetté et, à soixante et un ans, avec de sombres perspectives d'emploi. Son désespoir culmine un an plus tard, le 22 décembre 1971, lorsqu'il tente de se suicider en se tranchant la gorge et les poignets avec un rasoir à plusieurs reprises.

## Synopsis
Un jeune garçon un peu attardé conduit un tramway sorti de son imagination, dont il reproduit le bruit par une onomatopée locale : "Dodes'kaden, dodes'kaden" (" tchou-tchou " en français). Il laisse sa mère qui prie Bouddha pour sa guérison mentale et dans son tram fantôme, il part à la découverte d'un quartier déshérité, reflet négatif du Japon industriel, traversant des montagnes de déchets et des bicoques où cohabitent divers personnages qui se croisent, se querellent, s'inventent des vies.
Dans cette galerie de personnages qui semblent tous plus fous les uns que les autres, le rêve est la seule façon d'échapper à la dureté du quotidien, au manque d'argent, au manque d'avenir.
Un employé de bas étage Shira, affublé de tics et souffrant dans sa chair est persécuté par sa femme très autoritaire. Alors qu'il reçoit 3 collègues chez lui, la femme préfère partir pour aller au bain. L'un des collègues est outré du comportement de l'épouse et conseille à Shira de chasser sa femme. Mais l'employé s'oppose durement à ce collègue pour laver la réputation de son épouse qui toujours l’a soutenu par ses sacrifices.  
Des ouvriers journaliers passent leur temps à boire et, quand l'envie leur prend, à échanger leurs femmes. 
Un fabricant de brosses impuissant est pourtant père de famille nombreuse de 5 enfants nés des infidélités de sa femme avec les autres hommes du voisinage. Elle attend d'ailleurs un autre enfant sans montrer aucune fibre maternelle. L'aîné interroge son père sur sa filiation selon la rumeur qui circule. Le  fabricant de brosses non dupe sur sa paternité indique que le plus important est qu'il les aime comme ses enfants et qu'il s'occupe d'eux comme un bon père. Les enfants lui montrent alors leur affection.
Katsuko, une fille de quinze ans vit seule avec son oncle alors que sa tante a du se rendre à l'hôpital pour une opération. L'oncle alcoolique et chômeur fait travailler la jeune fille jour et nuit alors qu'il passe son temps à ne rien faire. Elle obtient le soutien du jeune livreur de saké, Okabe. L'oncle profite d'une nuit pour violer sa nièce . Après 4 mois, la tante revient. Elle devine que Katsuko est enceinte. L'époux jure n'y être pour rien. Le couple apprend que la jeune fille a poignardé le livreur. Celui-ci n'est que blessé et refuse de porter plainte contre Katsuko. La police veut interroger l'oncle mais celui-ci préfère s'enfuir. Katsuko retrouve Okabe. Elle lui explique avoir souhaité se suicider et l'avoir poignardé car elle pensait qu'il l'oublierait. Chacun part de son côté tout en se pardonnant.
Un clochard et son jeune fils habitent dans une carcasse de 2 CV.  Le père passe son temps à imaginer la construction d’une maison idéale alors que l’enfant part mendier de la nourriture dans les cuisines des restaurants. L'enfant ramène du poisson qu'il veut chauffer selon les conseils du cuisinier qui le lui a donné. Mais son père pense que ce n'est pas la peine. Les deux sont victimes d'une intoxication alimentaire, mais le fils finit par mourir de manque de soins, tandis que le père dont le visage affiche alors les ravages de la maladie mentale et de la culpabilité reste seul. 
Un ancien industriel qui n'a jamais pardonné à sa femme de l'avoir trompé vit seul sans parler, passant les journées en déchirant les étoffes pour en faire des chiffons. Sa femme le rejoint et lui demande son pardon. Le mari ignorant le retour de son épouse repentie, reste prostré dans son silence. La femme repartira sans obtenir le pardon de l'époux.
Une fille provocante passe son temps à attirer l'attention des mâles du voisinage. 
Au sein de cet enfer vit néanmoins le vieil artisan Tamba, un philanthrope dont le calme et la sagesse apaisent les ardeurs violentes de ses concitoyens : ses mots suffisent à conduire un ivrogne à baisser son sabre, il accueille un cambrioleur comme le fils prodigue lui indiquant où est son argent et refusant plus tard de le charger devant un officier de police, il empêche un autre vieillard qui a perdu ses fils et sa femme de se suicider en lui précisant que tant qu'il vit, sa famille est toujours présente. Il aidera enfin le clochard à enterrer son jeune fils.
Le soir, le jeune garçon revient chez lui à bord du tramway imaginaire qu'il gare dans un entrepôt sorti  aussi de son  imagination puis il rejoint sa mère.

## Fiche technique
- Titre : Dodes'kaden
- Titre original : どですかでん (Dodesukaden?)
- Réalisation : Akira Kurosawa
- Scénario : Akira Kurosawa, Hideo Oguni, Shinobu Hashimoto, d'après Quartier sans soleil de Shūgorō Yamamoto
- Production : Akira Kurosawa, Kon Ichikawa, Keisuke Kinoshita, Masaki Kobayashi
- Musique : Tōru Takemitsu
- Photographie : Yasumichi Fukuzawa et Takao Saitō
- Sociétés de production : Tōhō et Yonki no Kai Productions
- Pays de production :  Japon
- Langue originale : japonais
- Format : couleur - 1,66 - son mono - 35 mm
- Genre : drame
- Durée : 140 minutes
- Dates de sortie :
  - Japon : 31 octobre 1970[6]
  - France : 6 novembre 1974[7]

## Distribution
- Yoshitaka Zushi : Rokuchan, le jeune garçon fou
- Kin Sugai : Onuki, sa mère
- Junzaburō Ban : Shima, l'employé aux tics
- Kyōko Tange : sa femme
- Hisashi Igawa : Masuda
- Hideko Ogiyama : Tatsu, sa femme
- Kunie Tanaka : Kawagushi
- Jitsuko Yoshimura : Yoshie, sa femme
- Shinsuke Minami : Ryotaro, père de famille nombreuse
- Yokō Kusunoki : Misao, sa femme
- Tatsuo Matsumura : Kyota
- Imari Tsuji : sa femme
- Tomoko Yamazaki : sa nièce Katsuko
- Masahiko Kametani : Okabe
- Noboru Mitani : le mendiant
- Hiroyuki Kawase : son fils
- Hiroshi Akutagawa : Hei, l'aveugle
- Tomoko Naraoka : Ocho, sa femme
- Atsushi Watanabe : Tanba
- Kazuo Katō : le peintre
- Kamatari Fujiwara : un vieillard qui veut mourir

## Commentaire
Dodes'kaden est le premier film en couleurs de Kurosawa. De ce fait, il fera beaucoup d'essais durant le tournage, comme peindre des ombres sur le sol ou tendre des draps colorés pour remplacer le ciel. Le titre du film est l'onomatopée du bruit du tramway que « conduit » Rokuchan.
Face à l'échec commercial, la critique virulente à l'encontre du film et ses problèmes de santé, Kurosawa fera une tentative de suicide. Il survit puis se remet à tourner, marquant une seconde période dans sa carrière.

## Sélection
- Sélection à la Mostra de Venise 1971[8]